# Club Deportivo Gimnástico
El Club Deportivo Gimnástico es un club de fútbol hondureño, con sede en Tegucigalpa, Departamento de Francisco Morazán. Fue fundado en 1949 y actualmente participa en la Liga de Ascenso de Honduras.

## Historia
El Club Deportivo Gimnástico fue fundado el 9 de noviembre de 1949 por un grupo de jóvenes amantes del fútbol, que sentían el deseo de tener su propio equipo de dicho deporte y que residían en la séptima avenida de Comayagüela.
A principios de la década de 1970, el Gimnástico se trasladó a la Colonia Kennedy, ubicada en el suroeste de Tegucigalpa. Los encargados de este cambio fueron los señores Rolando “Checo” Valladares y Rigoberto Rodríguez (QDDG). Tiempo después, el Gimnástico –gracias a sus triunfos y grandes actuaciones- se fue ganando el cariño y la afición de los residentes de la Colonia Kennedy.
A principios de 1980, el Gimnástico se enfrentó en un fogueo a la Selección de fútbol de Honduras dirigida por José de la Paz Herrera, que posteriormente participó en la Copa Mundial de Fútbol de 1982, realizada en España.
En su momento Gimnástico contó con técnicos y jugadores como: Ricardo Taylor, Marco Antonio Calderón, Roxne Romero; Fernando Bulnes, David Turcios, Luis Green, Blas Moncada, Donaldo Cáceres, Francisco Guerra, Gamaliel Arias; Además de Carlos Cruz Carranza, Wilberto López, Hermes Romero y actualmente el entrenador Raúl Cáceres.
Por sus filas también pasaron: Mario Chirinos, Mario Puerto, Fausy Rodríguez, Héctor Ardón, Rafael Zúñiga, entre otros que hicieron carrera en distintas disciplinas profesionales como el doctor Javier Amador, el ingeniero René Matamoros y el periodista Jairo Landa.

### Copa de Honduras 2015
El Gimnástico debutó en la Copa Presidente 2015 el 8 de febrero de 2015, ante el Marcala Fútbol Club de la Liga de Ascenso de Honduras. Aquel partido que se disputó en el Estadio Emilio J. Larach terminó con goleada 5-0 a favor del Gimnástico, y los anotadores de dicho cotejo fueron Abner Suazo, Alex Gutiérrez, José Meza y Héctor Banegas (este último anotó un doblete). Fue así que Gimnástico clasificó a la siguiente ronda del torneo de copa del fútbol hondureño.
En la segunda fase de la Copa, Gimnástico se enfrentó, en el partido más importante de la historia del club, al poderoso Club Deportivo Olimpia. El partido se llevó a cabo en la cancha de Gimnástico, y aunque Gimnático comenzó ganando el juego con un gol de Rodolfo Tomé a los diez minutos, luego el cuadro albo remontó con seis goles.El gimnástico también cuenta con equipos de ligas menores, este equipo de la Kennedy la única colonia de Honduras con equipo de segunda división en Honduras.

## Estadio
El Gimnástico ejerce localía en el Estadio Emilio J. Larach de la Colonia Kennedy de Tegucigalpa. El estadio fue fundado en 1966 y cuenta con capacidad para al albergar 3 000 espectadores. En 2013 fue reinaugurado, pues se le incorporó una superficie de grama artificial de cuarta generación.

## Uniforme
- Uniforme titular: Camiseta roja y azul con linea blanca, short y medias rojas.
- Uniforme alternativo: Camiseta blanca con detalles azules y linea roja, short y medias blancas.

### Indumentaria y Patrocinadores
| Período         | Proveedor |
| --------------- | --------- |
| 2025 - Presente | Huriver   |

| Período         | Patrocinador  |
| --------------- | ------------- |
| 2025 - Presente | Larach & Cia. |

## Jugadores
- Datos: Q19521792